# Olesno (gmina, Petite-Pologne)
Pour les articles homonymes, voir Olesno (homonymie).
Olesno est une gmina rurale du powiat de Dąbrowa, Petite-Pologne, dans le sud de la Pologne. Son siège est le village d'Olesno, qui se situe environ 7 km au nord-ouest de Dąbrowa Tarnowska et 74 km à l'est de la capitale régionale Cracovie.
La gmina couvre une superficie de 77,77 km2 pour une population de 7 633 habitants.

## Géographie
La gmina inclut les villages d'Adamierz, Ćwików, Dąbrówka Gorzycka, Dąbrówki Breńskie, Niwki, Oleśnica, Olesno, Pilcza Żelichowska, Podborze, Swarzów, Wielopole et Zalipie.
La gmina borde les gminy de Bolesław, Dąbrowa Tarnowska, Gręboszów, Mędrzechów et Żabno.